# Старая Константиновка (Тверь)
Старая Константи́новка — деревня, вошедшая в 1937 году в черту города Тверь. Расположена в северо-восточной части города на территории Заволжского района.

## География
Находится на левом берегу Волги.

## История
Впервые упоминается в писцовой книге 1580 года как село Старое Констянтиновское, но возникла ранее, так как деревня Новая Константиновка (расположена напротив, через Волгу) упоминается уже в писцовой книге 1539—1540 годов.
По данным 1859 года деревня Константиновское Старое при реке Волге, на Корчевском почтовом тракте имеет 16 дворов, 168 жителей.
Во второй половине XIX — начале XX века деревня относилась Каблуковской волости Тверского уезда.
Старая Константиновка включена в черту города Калинина в 1937 году.

## Инфраструктура
Дома деревни числятся по улице Старая Константиновка.

## Транспорт
Через Старую Константиновку проходит автодорога на Рождествено — Ильинское (прежнее название — Корчевский почтовый тракт).